# Gambettola
Gambettola is een gemeente in de Italiaanse provincie Forlì-Cesena (regio Emilia-Romagna) en telt 9748 inwoners (31-12-2004). De oppervlakte bedraagt 7,6 km², de bevolkingsdichtheid is 1345 inwoners per km².

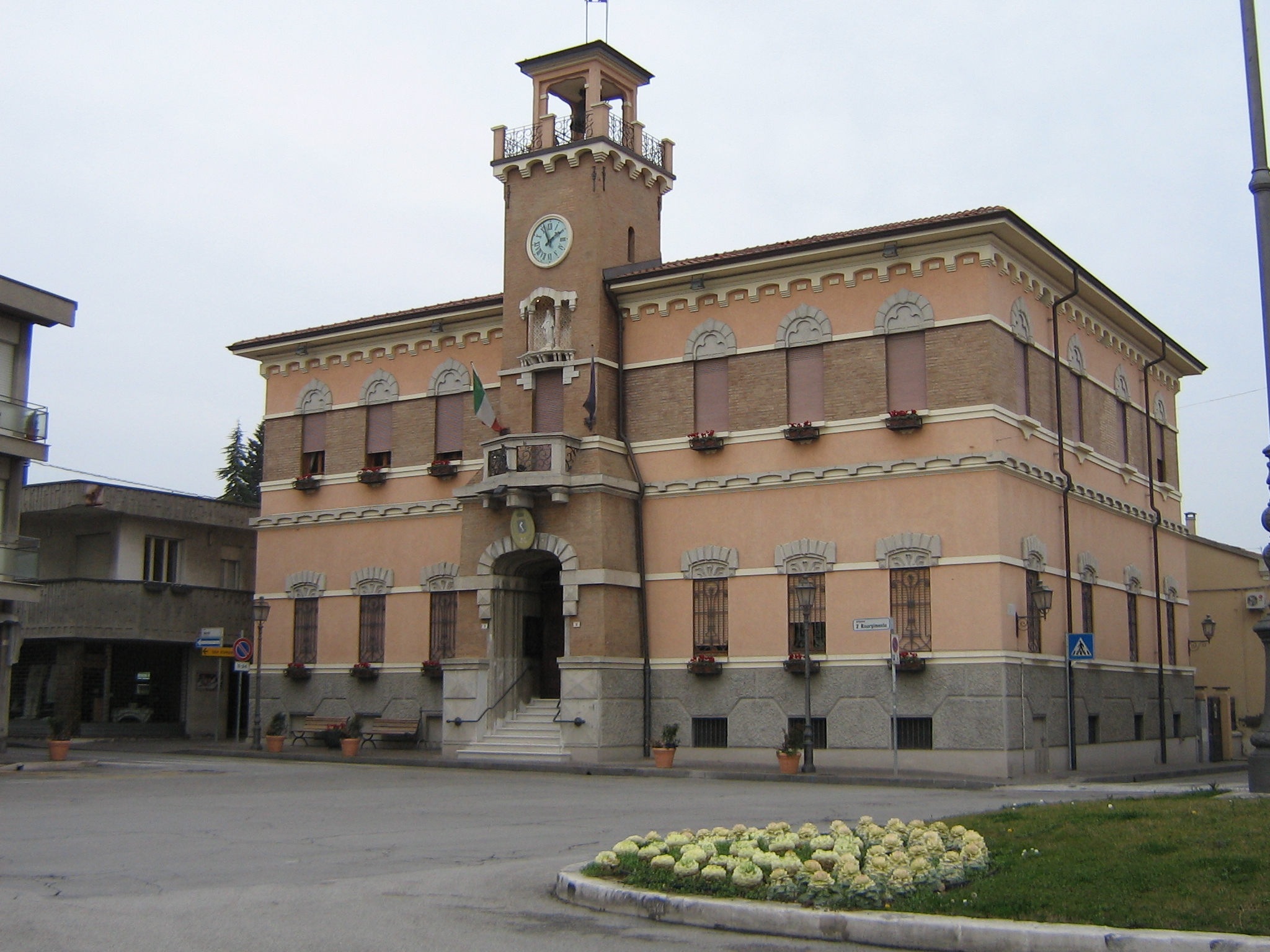
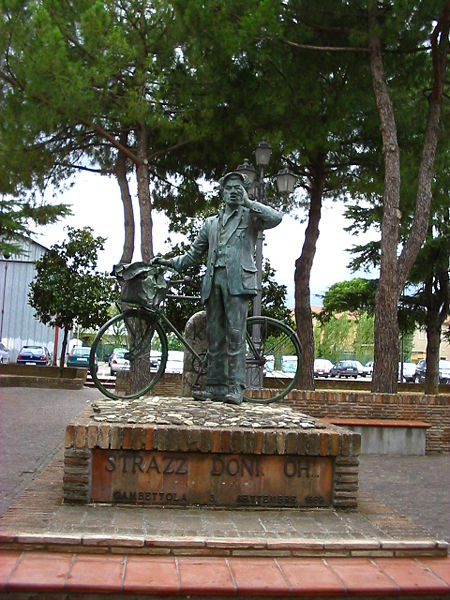
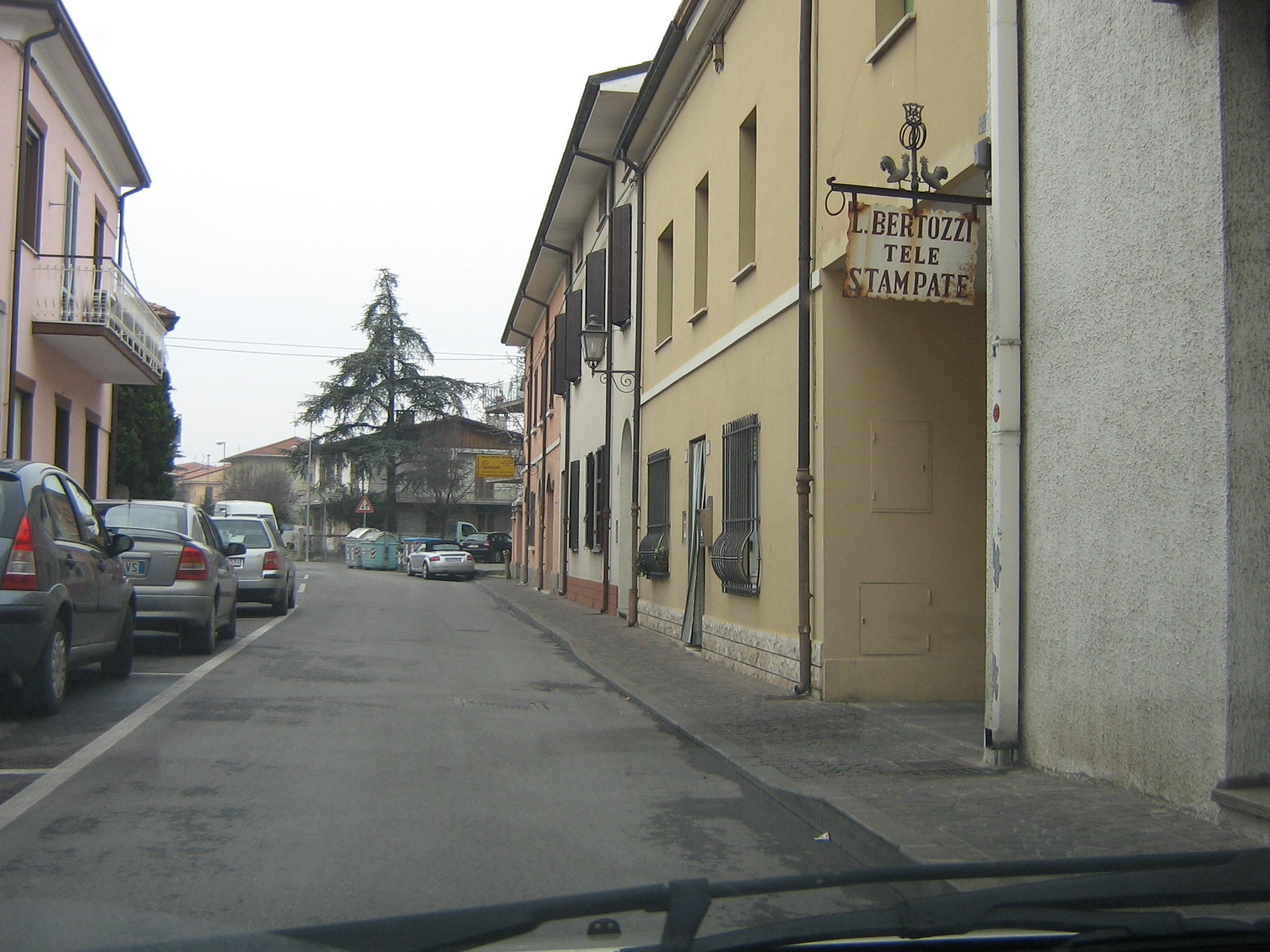

## Demografie
Gambettola telt ongeveer 3567 huishoudens. Het aantal inwoners steeg in de periode 1991-2001 met 3,6% volgens cijfers uit de tienjaarlijkse volkstellingen van ISTAT.
| Jaar | Inwoneraantal |
| ---- | ------------- |
| 1991 | 9091          |
| 2001 | 9416          |

## Geografie
Gambettola grenst aan de volgende gemeenten: Cesena, Cesenatico, Gatteo, Longiano.
Bagno di Romagna · Bertinoro · Borghi · Castrocaro Terme e Terra del Sole · Cesena · Cesenatico · Civitella di Romagna · Dovadola · Forlimpopoli · Forlì · Galeata · Gambettola · Gatteo · Longiano · Meldola · Mercato Saraceno · Modigliana · Montiano · Portico e San Benedetto · Predappio · Premilcuore · Rocca San Casciano · Roncofreddo · San Mauro Pascoli · Santa Sofia · Sarsina · Savignano sul Rubicone · Sogliano al Rubicone · Tredozio · Verghereto
- Library of Congress Control Number: n86123042
- Nationale Bibliotheek van Israël: 987007564983505171
- Virtual International Authority File: 157190920

1. ↑  https://demo.istat.it/?l=it.